# 柏氏似鱗頭鰍
柏氏似鱗頭鰍為輻鰭魚綱鯉形目鰍科的其中一種，為熱帶淡水魚，分布於亞洲印度、孟加拉、中南半島及中國西南部淡水流域，體長可達8公分，棲息在礫石底質、水質清澈且流動的底層水域，生活習性不明。

## 扩展阅读
維基物種上的相關：柏氏似鱗頭鰍